# Entrevennes
Entrevennes – miejscowość i gmina we Francji, w regionie Prowansja-Alpy-Lazurowe Wybrzeże, w departamencie Alpy Górnej Prowansji.

## Demografia
Według danych na rok 1990 gminę zamieszkiwało 128 osób, a gęstość zaludnienia wynosiła 4 osoby/km². w styczniu 2015 r. Entrevennes zamieszkiwało 169 osób, przy gęstości zaludnienia wynoszącej 5,7 osób/km².